# Вулиця Павла Чубинського (Київ)
Ву́лиця Павла́ Чуби́нського — вулиця в Дарницькому районі міста Києва, місцевість Нова Дарниця. Пролягає від Сімферопольської вулиці до Ялтинської вулиці.
Прилучаються Привокзальна площа та вулиця Юрія Пасхаліна.

## Історія
Вулиця виникла на початку XX століття під назвою Єлізаветинська вулиця. З 1-ї половини 1930-х років мала назву вулиця Крупської, на честь Надії Крупської, дружини Володимира Леніна. У 1941–1943 роках — вулиця Євге́на Плу́жника (назва зафіксована на карті 1943 року).
Сучасна назва вулиці на честь українського поета і громадського діяча, автора слів Гімну України Павла Чубинського — з вересня 2015 року.

Анотаційна дошка зі старою назвою вулиці на будинку № 2/3 (демонтовано)